# Socialkonsulent
Socialkonsulent är en yrkestitel. De som arbetar som socialkonsulenter fungerar dels som rådgivare för alla kommuners socialnämnder (socialtjänst), dels som övervakare av socialnämndernas verksamhet genom tillsyn och granskning. Socialkonsulenten kan arbeta för länsstyrelsen.
En socialkonsulent kan arbeta för arbetsförmedlingen, då med stöd när en person behöver ta reda på vad den klarar av i arbetslivet. https://web.archive.org/web/20100807022847/http://www.arbetsformedlingen.se/For-arbetssokande/Stod-och-service/Insatser-och-program/Nedsatt-arbetsformaga/Sarskilda-stodinsatser-for-dig-som-behover-rehabilitering.html